# Horváth Zoltán (tanár)
Horváth Zoltán (Nagykőrös, 1866. május 10. – Rimaszombat, 1939. január 4.) esztergom-főegyházmegyei áldozópap és tanár, földrajzi szakíró.

## Élete
A gimnázium négy osztályát szülőhelyén, az V.-et Esztergomban, a VI.-at Nagyszombatban, a bölcseletet és teológiát ismét Esztergomban végezte. Mint szerpap az esztergomi érseki tanítóképző-intézet tanára volt. 1888. december 18-án fölszenteltetett. 1889 szeptemberétől főgimnáziumi tanár volt Nagyszombatban.
Írt költeményeket, cikkeket, könyvismertetéseket a katolikus lapokba, úgy mint a Magyar Államba (1888. nov. Szellemek versenye szent Imre ünnepén), a Magyar Szemlébe (1889. Szellemhangok egy önképzőkör megnyitására), a Magyar Sionba (1889. Ismeretlen Istennek, Lehet-e ellentétbe állítani a keresztény erkölcsöt és az önök dogmáit és könyvism.), az István bácsi Naptárába (1887. A jubileum eredete és jótékony befolyása az erkölcsi világra és költ., 1888. A szerénységről, 1889. Az öngyilkosságról, Az ember eredete és fája, és költ. 1891. költ.)

## Munkái
- Ekuádor vértanúja. Ifjúsági szinmű 3 felv. Nagy-Körös. 1890 (Ism. M. Sion.)
- Mit beszélnek a kristályok a legfőbb törvényhozóról? Nagyszombat, 1890 (különny. a főgymn. Értesítőjéből)
- A Balaton és partvidéke talajviszonyok és művelés szempontjából, Nagyszombat, 1892 (különny. a főgymnasium Értesítőjéből)
- Magyarország az erkölcsi átalakulás küszöbén (a honszerető magyarok figyelmébe ajánlva) Nagyszombat, 1894
- Földrajz a gymnasium I. osztálya számára. I. rész. Európa földrajza. Pozsony, 1895 (98 képpel)
- A nagyszombati Kath. Érseki Főgimnázium története; Winter Ny., Rimaszombat, 1895
- Falu szépe. Népszínmű; Lévai Ny., Rimaszombat, 1921
- A föld alakulása és története. Geologia és paneontologia; Rábely Ny., Rimaszombat, 1921
- Palóctündér. Népszínmű; Klein Ny., Rimaszombat, 1923 (Műkedvelők színpadja)
- A falu nemtője. Népszínmű 3 felvonásban, 17 eredeti dallal; Rábely Ny., Rimaszombat, 1924